# 班坦戈科托
班坦戈科托（英語：Bantango Koto）是西非國家甘比亞的村莊，位於上河區武里縣。 根據2009年所做的人口調查數據顯示，居住於班坦戈科托的總人口數量為327人。